# 틸라 테킬라
틸라 테킬라(Tila Tequila, 1981년 10월 24일 ~ )는 싱가포르로 망명한 베트남인 부모 아래에서 태어난 싱가포르 출신의 가수이자 모델로, 친오빠를 위해 대리모로 친오빠와 올케의 아이를 임신하기도 했다.